# Bothriembryon irvineanus
Bothriembryon irvineanus é uma espécie de gastrópode  da família Orthalicidae.
É endémica da Austrália.